# کو کوئو-چیان
کو کوئو-چیان (انگلیسی: Ku Kuo-chian؛ زادهٔ ۱۰ نوامبر ۱۹۶۸) بازیکن بیسبال اهل تایوان است.